# 三咲舞花
三咲 舞花（みさき まいか、7月20日 - ）は、日本のタレント、グラビアアイドルで、元レースクイーン。愛称は“マイカル”。
大阪府出身 。以前はグラマーリップ→クレイズアソシエイションに所属していた。2014年以降は「沢木 麻衣」（さわき まい）名義でタレント・ライブ活動を行っている。

## 人物

2009年・東京モーターショーにて

- 趣味はマリンスポーツ、香水集め、習字（三段）[7]。
- 特技はピアノを弾くこと。
- 好きな色はピンク。
- 妹が1人いる[4]。

## レースクイーン
- 2007年：F1グリッドガール
- 2008年：SUPER GT「RE雨宮 ORCレーシングレディ」
- 2009年：SUPER GT「Weds Sport RACING PROJECT BANDOH　レースクイーン」[3]（他メンバー：横部実佳、山田理絵）
- 2010年：SUPER GT「TOMEI SPORTS “Queen's Tokyo Girls”」
- 2011年
  - SUPER GT「RUN UP SPORTSレースクイーン “NEW SENRI GAL”」
  - スーパー耐久「テクノファーストレーシングギャル」
  - D1グランプリ「エクセディレーシングガール」

## 出演

### テレビ番組
- 中居正広の金曜日のスマたちへ（TBS）

### インターネットテレビ番組
- Round0（ON AIR TV）
- 日本式イマ人(ON AIR TV)

### イベント
| イベント名           | 出演年：出演ブース |
| -------------------- | --- |
| 東京モーターショー   | 2007年：BOSCH 2009年：GOODYEAR 2013年：ECLIPSE |
| 東京オートサロン     | 2009年：BRANEW 2010年：Weds Sport 2011年：EXEDY 2013年：太平タイヤセンター 2014年・2015年：AMS 2016年：ENERGY MOTOR SPORT 2018年：メガキングドットコム（株式会社KIG） |
| 大阪オートメッセ     | 2010年 - 2013年：太平タイヤセンター 2014年：ヴェラックスプレミアム 2015年 - 2017年：メガキングドットコム                                                              |
| 名古屋オートトレンド | 2017年：メガキングドットコム |

## リリース作品

### DVD
- M Speculum～舞花のシークレットライフ～（2008年5月21日）

### CD
- You Got Everything（2009年7月20日）
- 舞歌 -Smile For You-（2010年8月29日）
- 10 CARAT（2012年7月4日）